# Tabaré Vázquez
Pour les articles homonymes, voir Vázquez.
Vázquez  Rosas est un nom espagnol. Le premier nom de famille, en général paternel, est Vázquez ; le second, en général maternel, souvent omis, est Rosas.
Tabaré Vázquez (/taβaˈɾe ˈbaskes/), de son nom complet Tabaré Ramón Vázquez Rosas, né le 17 janvier 1940 à Montevideo et mort le 6 décembre 2020 dans la même ville, est un homme d'État uruguayen, chef de file du parti Front large (Frente Amplio, une coalition de partis de gauche) de 1996 à 2005. Il a été président de la République du 1er mars 2005 au 1er mars 2010 et du 1er mars 2015 au 1er mars 2020.

## Situation personnelle

### Naissance et origines
Tabaré Vázquez est né en 1940 dans le quartier de La Teja à Montevideo). Il a étudié à l'Institut Alfredo Vásquez Acevedo puis à l'université de la République (Universidad de la República), étant diplômé de la faculté de médecine en 1972 (spécialité oncologie). En 1976, il a reçu une bourse du gouvernement français lui permettant de compléter sa formation à l'Institut Gustave-Roussy à Paris.

### Mariage et enfants

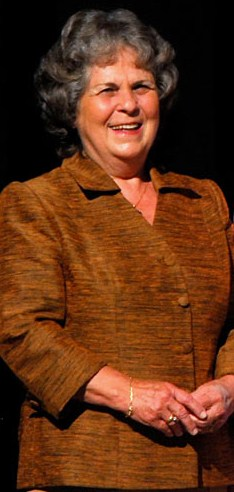
María Auxiliadora Delgado en mars 2007.

Il a eu trois enfants (Ignacio, Álvaro et Javier) de son mariage avec María Auxiliadora Delgado (es) (morte d'un accident cardiaque, le 31 juillet 2019), ainsi qu'un fils adoptif, Fabián.

### Problèmes de santé
Le 20 août 2019, Tabaré Vázquez, qui a été fumeur jusqu'à l'âge de 24 ans et est devenu ultérieurement un combattant en pointe contre le tabagisme, annonce au cours d'une conférence de presse qu'un examen de routine avait décelé chez lui l'existence d'un cancer du poumon.

## Carrière politique

### Maire de Montevideo
En 1990, Tabaré Vázquez devient le premier maire de Montevideo issu de la coalition de gauche Frente Amplio, élu sur les listes du Parti socialiste. Il reste maire de la capitale de l'Uruguay jusqu'en 1995. Il se présente à l'élection présidentielle de 1994 (es) en tant que candidat du Front large. Il perd l'élection en obtenant 30,6 % des voix. Il est cependant élu en 1996 à la tête du Front large, remplaçant le général Líber Seregni, le chef historique de la gauche uruguayenne. En 1999 il se présente à nouveau à l'élection présidentielle qu'il perd au second tour contre Jorge Batlle Ibáñez en obtenant 48 % des suffrages.

### Élection présidentielle de 2004
En 2004, il se présente une troisième fois à l'élection présidentielle. Sa coalition, le Front large (plus précisément, l'Encuentro Progresista-Frente Amplio-Nueva Mayoría), obtient la majorité absolue au Parlement lors des élections générales qui se sont déroulées en même temps que l'élection présidentielle (52 députés sur 99 ; 17 sénateurs sur 31). Il est ainsi élu président de l'Uruguay, au premier tour (31 octobre 2004), avec 50,45 % des suffrages (1 124 761 voix).
Il est, de ce fait, le premier président de gauche (socialiste) de l'Uruguay, dans une Amérique du Sud qui bascule pays par pays à gauche. Il est également le premier président de l'Uruguay n'appartenant pas à un des deux partis « traditionnels » de droite (partis Colorado et Blanco).

### Président de la République (2005-2010)
Officiellement proclamé président le 8 novembre 2004, il prend ses fonctions le 1er mars 2005, avec comme vice-président Rodolfo Nin Novoa. En raison de son accession à la fonction suprême, il laisse la présidence du Front large à son vice-président, Jorge Brovetto, ex-recteur de l'université de la République, et par ailleurs, nommé par Vázquez ministre de l'Éducation de 2005 à 2008.

#### Politique et 1er gouvernement

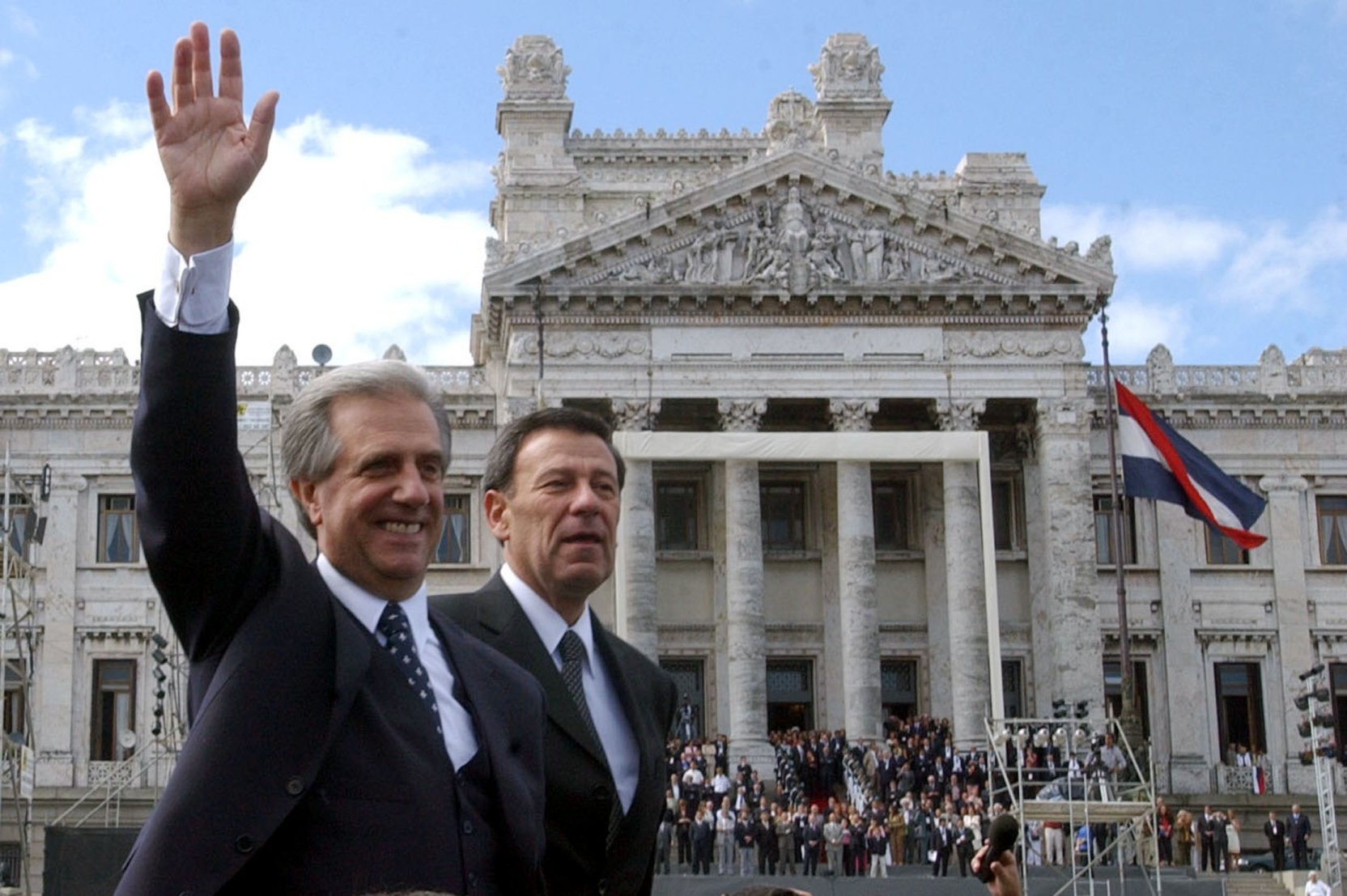
Tabaré Vázquez et son vice-président Rodolfo Nin Novoa.

Membre du Parti socialiste (PS) mais élu grâce au soutien du Front large, auquel appartient le PS, Tabaré Vázquez a constitué un gouvernement intégrant des personnalités des différents partis composant la coalition de gauche. Ainsi, l'économiste réputé, Danilo Astori, dirigeant de l'Assemblée Uruguay (social-démocrate), a été nommé ministre de l'Économie et des Finances, tandis que Reinaldo Gargano (PS) obtenait les Affaires étrangères (remplacé en mars 2008 par Gonzalo Fernández). Marina Arismendi, cadre importante du Parti communiste (PCU), a été nommé au nouvellement créé ministère du Développement social. De plus, deux ex-dirigeants Tupamaros, élus sur les listes du Mouvement de participation populaire (MPP), ont reçu des portefeuilles ministériels, dont José Mujica (Agriculture, Pêche et Bétail, — remplacé en mars 2007 par Ernesto Agazzi), et Eduardo Bonomi (Travail). Enfin, âgée de 75 ans, Azucena Berruti, avocate socialiste reconnue pour son rôle dans la défense des prisonniers politiques, fut nommée ministre de la Défense, tandis que Daisy Tourné (PS) était nommée ministre de l'Intérieur en 2007, Vázquez donnant ainsi des portefeuilles majeurs à des femmes.

#### Politique intérieure et droits de l'Homme

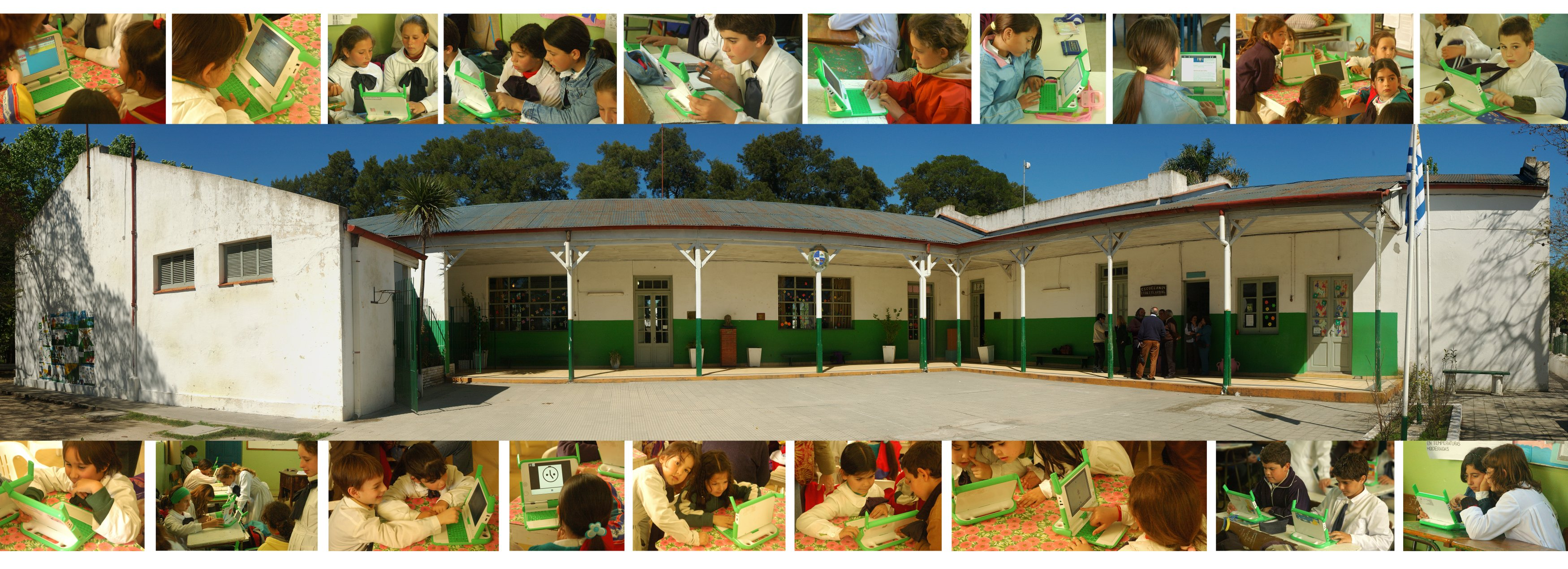
Mise en place du plan Ceibal, visant à donner un ordinateur XO-1 à 100 dollars à chaque élève, ici à Florida.

Tabaré Vázquez et son gouvernement mènent une politique prudente mais progressiste en matière d'économie. Ainsi, entre 2005 et 2008, le salaire minimum est passé de 1 350 à 4 150 pesos (70 à 200 dollars), tandis que la pauvreté est passée de 30,9 % à 21,7 % de la population.
Bien que son ministre des Finances, Danilo Astori, ait mis en place une politique conservatrice concernant la macroéconomie et le remboursement de la dette, le gouvernement a fait passer une loi ayant pour but de réformer en profondeur le système d'imposition en Uruguay, tandis que plusieurs accords avec l'Organisation internationale du travail (OIT) ont été ratifiés. De plus, une réforme visant à défendre les droits syndicaux a été mise en place (loi de protection et de promotion de la liberté syndicale du 2 janvier 2006 et décret no 145/05 sur les occupations d'usine et d'entreprises), qui a conduit à une affiliation syndicale croissante (de 109 000 affiliés au dernier congrès de la confédération PIT-CNT à 250 000 en 2008). Par ailleurs, le gouvernement a échangé la dette envers le FMI contre une dette sur les marchés financiers, ce qui a permis d'une part de se libérer des contraintes du FMI sur l'économie uruguayenne, d'autre part de faire passer la dette brute, en pourcentage du PIB, de 113 % à 57 %.
Tabaré Vázquez a lancé un plan d'urgence social (Plan de Atención Nacional a la Emergencia Social, PANES) visant à répondre aux besoins les plus urgents d'environ 200 000 Uruguayens. Il prévoyait, les deux premières années, l'investissement de 100 millions de dollars, dans divers programmes allant de l'assistance alimentaire aux soins de santé, ce qui permettait d'attribuer 30 dollars par mois à chaque bénéficiaire. Ce plan, particulièrement critiqué à ses débuts, est sous la responsabilité de la ministre du Développement social, Marina Arismendi (PCU). Il a été comparé au plan brésilien Fome Zero à une plus petite échelle.
Par ailleurs, il a mis en place le plan Ceibal (es), qui visait à donner un ordinateur à 100 dollars (XO-1) doté d'une connexion internet à tous les élèves du pays. En octobre 2009, les derniers écoliers ont reçu leur ordinateur, 380 000 ordinateurs ayant été délivrés, et le plan achevé.
En novembre 2005, son gouvernement a engagé une équipe d'anthropologues et de légistes et a ordonné à l'armée de coopérer. Toutefois, en raison du silence voire des indications erronées données par cette dernière, seuls deux corps sur une centaine de desaparecidos ont pu être exhumés durant son mandat (voir Dictature militaire de l'Uruguay#Les procès).
Vázquez a démissionné fin 2008 du Parti socialiste, à la suite de son veto mis à l'article d'une loi qui venait d'être adoptée par les deux Chambres et qui légalisait l'avortement (Vázquez justifia sa décision, qui empêchait l'adoption de la loi — l'opposition du Parti blanc empêchant d'obtenir la majorité de 3/5e nécessaire pour passer outre à son veto —, par des raisons de « conscience » liées à sa profession de médecin).

#### Politique internationale

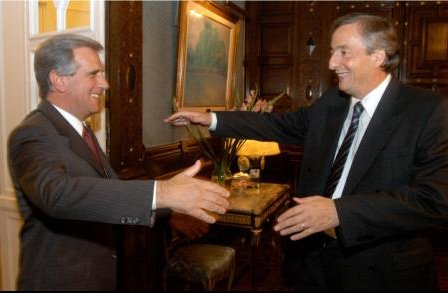
Vázquez et Nestor Kirchner à la Commission binationale sur le conflit du Río Uruguay (2005).

L'un des problèmes les plus importants qu'ait rencontré son administration est le conflit actuel avec l'Argentine concernant une contamination potentielle du río Uruguay par des usines de pâte à papier construites du côté uruguayen de la rivière (« guerre du papier »).
Tabaré Vázquez a essayé de créer des liens économiques et culturels en dehors de la région. Il fut par exemple le premier président uruguayen à se rendre en Nouvelle-Zélande, ou s'est rendu au Japon, qui devait lui prêter des sommes importantes pour mettre en place une centrale solaire. Il a également établi des contacts avec des pays d'Asie du Sud-Est. Son gouvernement a aussi renforcé les liens économiques avec le Venezuela d'Hugo Chávez, les exportations uruguayennes à destination de ce pays passant de 16 millions de dollars en 2000 à 77,1 millions en 2006.
En 2006, plusieurs militaires uruguayens, liés à la Loge des lieutenants d'Artigas, furent extradés au Chili, inculpés pour l'assassinat en 1995 en Uruguay d'Eugenio Berrios (en), un biochimiste de la DINA, recherché dans le cadre de l'affaire Letelier, Frei Montalva et Carmelo Soria (es), personnalités chiliennes assassinées dans le cadre de l'opération Condor, dans les années 1970,. L'affaire avait déjà coûté le poste de plusieurs hauts militaires sous la présidence de Luis Alberto Lacalle, révélant la persistance, en pleine démocratie, de liens entre les agences de renseignement uruguayennes et chiliennes, réminiscences de l'opération Condor.
Par ailleurs, Vázquez a pu être critiqué, à sa gauche, pour la présence de forces uruguayennes dans la MINUSTAH, la force de l'ONU à Haïti. Il défend celle-ci toutefois en affirmant qu'elle donne une visibilité internationale à l'Uruguay.
Enfin, certains, à gauche, dont le sénateur communiste Eduardo Lorier, ont aussi critiqué l'accord donné par Vázquez à des opérations militaires prévues de longue date avec les États-Unis, les manœuvres UNITAS, prévues par le gouvernement Batlle et qui était aussi suivies par l'Argentine et le Brésil. Ils affirmaient notamment que ces manœuvres, héritées de la guerre froide, n'avaient plus de sens aujourd'hui. Vázquez s'est défendu en affirmant d'une part qu'il ne pouvait revenir sur un engagement international, d'autre part que cela concernait tout autant la coopération avec les pays voisins qu'avec Washington. C'est aussi en arguant de la politique suivie par la ministre de la Défense Azucena Berruti, tant sur le plan interne que sur le plan externe, que le général à la retraite Víctor Licandro, fondateur du Front large et président du Tribunal de conduite de la coalition, démissionna en 2007 de ses fonctions.
Il refuse de ratifier l'Accord sur le commerce des services et en abandonne les négociations, à la suite d'une consultation interne du Front large.
Le président Tabaré Vázquez s'est rendu à Cuba en juin 2008. Il prit part à des évènements importants, notamment à un sommet avec le président Raúl Castro.
En 2007, des armes iraniennes furent chargées sur des navires de la marine uruguayenne présents au Venezuela. Cette violation de l'embargo décidé par l'ONU provoqua une controverse internationale[réf. nécessaire]. Cet évènement fut également critiqué par le Parti blanc (droite) situé dans l'opposition.

#### Élection présidentielle de 2014
Il présente de nouveau sa candidature à l'élection présidentielle de 2014 sous la bannière du Front large et obtient 49,47 % des suffrages au premier tour devant Luis Alberto Lacalle Pou, du Parti blanc, qui obtient 31,89 %, et Pedro Bordaberry, 13,35 %. Au second tour, il remporte 56,6 % des voix.

#### Propositions de réformes constitutionnelles

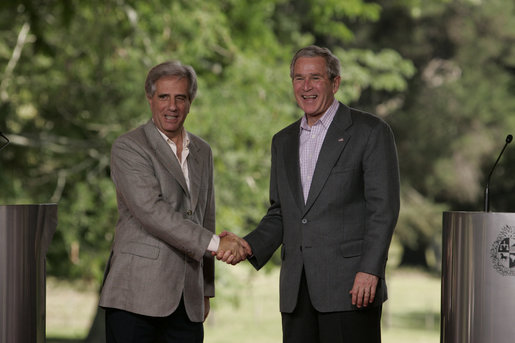
Visite de George W. Bush entre le 9 et le 11 mars 2007, fortement contestée à l'intérieur du Front large ; seuls les ministres et hauts fonctionnaires étaient tenus d'accompagner Vázquez. Le président laissa les dirigeants du Front participer aux manifestations organisées contre Bush, l'une, rassemblant 20 000 personnes, étant organisée par la confédération syndicale PIT-CNT, l'autre par la Coordination anti-impérialiste, regroupant les secteurs radicaux et certains membres du Front. 8 000 personnes participèrent à celle-ci, à l'issue de laquelle un jeune manifestant, Fernando Masseilot, fut condamné pour « sédition », réveillant des mauvais souvenirs. Des drapeaux américains furent brûlés lors de manifestations pour sa libération, et Jorge Zabalza (ex-Tupamaro) brûla un drapeau en direct sur la Chaîne 4, le 16 avril 2007.

En janvier 2008, deux membres de la coalition au pouvoir, l'ancien sénateur José Korzeniak (es) et l'ex-ministre des Affaires étrangères Reinaldo Gargano, ont proposé de réformer la Constitution, afin de permettre la réélection des présidents sortants. Cette réforme aurait permis de « surfer » sur la popularité du président Vázquez et, selon certains observateurs, d'éviter une guerre de succession au sein du Front large. La proposition a toutefois été enterrée, rejetée par l'opposition tandis que Vázquez lui-même refusait officiellement de se représenter à l'élection présidentielle. Toutefois, il est peu probable qu'une telle proposition, qui avait peut-être simplement pour but de gêner José Mujica, ait pu être lancée sans son accord.
Ainsi, les primaires du Front large, en juin 2006, ont vu notamment Danilo Astori (Assemblée Uruguay, centre-gauche) et José Mujica (Mouvement de participation populaire, gauche) s'affronter, ce dernier étant finalement élu candidat du Front, et remportant l'élection présidentielle d'octobre – novembre 2009, devenant ainsi le successeur de Vázquez.

#### Popularité
Tabaré Vázquez commença son mandat avec une cote de popularité de 77 %, et, malgré des baisses en cours de mandat, était toujours crédité de 71 % d'appui populaire au moment du second tour de l'élection présidentielle, en novembre 2009, et jusqu'à 80 % fin novembre.
Cependant, selon un sondage d'Equipos Mori, elle n'était plus que de 45 % en juin 2006, soit un niveau inférieur à celui de l'élection présidentielle de 2004. Certains analystes attribuent cette chute à la décision prise par son gouvernement de ne pas signer d'accord de libre-échange avec les États-Unis. Cette décision, prise sous la pression de la base la plus radicale du parti, aurait déplu aux électeurs les plus conservateurs. D'autres mesures prises par son administration en matière de politique économique ont également déplu aux syndicats et à la gauche. De plus certains pensent que l'opposition de Vázquez à la légalisation de l'avortement et ses menaces de véto à toutes lois pro-avortement que pourraient voter le gouvernement ont légèrement écorné sa popularité. En effet la légalisation de l'avortement est soutenue à la fois par la majorité de sa coalition et par la majorité de la population uruguayenne.
En octobre 2006, le président est plus populaire que son gouvernement, sa popularité personnelle étant remontée à 62 %. Cependant la popularité du gouvernement a également enregistré une forte hausse (44 % fin avril 2007 selon Equipos/MORI, 57 % dernièrement selon Factum).

#### Politique et deuxième gouvernement
Le gouvernement entre en conflit avec une partie de la hiérarchie militaire au cours de l'année 2019. Les forces armées sont en effet mises en cause par un ancien officier pour l’assassinat sordide d’un opposant pendant la dictature. Devant la décision d'un tribunal militaire d’honneur de ne pas donner de suite judiciaire, Tabaré Vázquez démet de leurs fonctions le chef d’État major de l’armée de terre et six généraux. L’ex-chef d’État major de l’armée de terre, Guido Manini Ríos, prend alors à partie le chef de l’État, le qualifiant « de canaille, fragile et irresponsable », avant d'annoncer sa candidature à l'élection présidentielle sous l'étiquette d'un parti d’extrême droite.
Vázquez suit la même politique économique que lors de son premier mandat, et obtient des résultats impressionnants. Ainsi, depuis 2015, la croissance économique du PIB est toujours positive tandis que l'inflation diminue, bien que les résultats soient moins bons que durant sa première mandature.
L'Uruguay devient sous sa présidence le pays ayant le plus de travailleurs syndiqués.

### Mort et inhumation
Le 6 décembre 2020, l'ancien président meurt des suites d'un cancer du poumon, à l'âge de 80 ans. Sa famille annonce dans un communiqué qu'il s'agit d'une « mort naturelle provoquée par la maladie ». Ses obsèques se déroulent dans l'après-midi du 6 décembre, dans la stricte intimité familiale.

## Prix et récompenses
Tabaré Vázquez a été choisi en 2006 pour recevoir le prix du directeur général de l'OMS en reconnaissance de la politique menée par son gouvernement contre le tabagisme en Uruguay. Ces mesures de contrôle du tabagisme sont parmi les plus strictes au monde.
Il est par ailleurs décoré de l'ordre d'Omar Torrijos Herrera.